# دونگانگ، لیائونینگ
دونگانگ (به لاتین: Donggang) یک منطقهٔ مسکونی در چین است که در داندونگ واقع شده‌است. دونگانگ ۲٬۳۹۸٫۰ کیلومتر مربع مساحت و ۶۰۹٬۰۰۰ نفر جمعیت دارد.